# ミッドウエスト航空
ミッドウエスト航空 (Midwest Airlines)は、アメリカ合衆国のウィスコンシン州ミルウォーキーに拠点を置いていた航空会社である。2010年フロンティア航空に吸収された。
2007年8月になって、エアトランによる敵対的買収案を拒否し買収ファンドのTPGキャピタルとノースウェスト航空の経営支援のもと運航することになったが、ミッドウェスト航空自体の経営的自主性は保たれている。これによってノースウェスト航空とのコードシェア便やマイレージ・プログラムなどの相互的なメリットが一層合理化されるが、ウィスコンシン州でのシェア争いの面では同社とはあくまでもライバル会社である。

## 就航都市

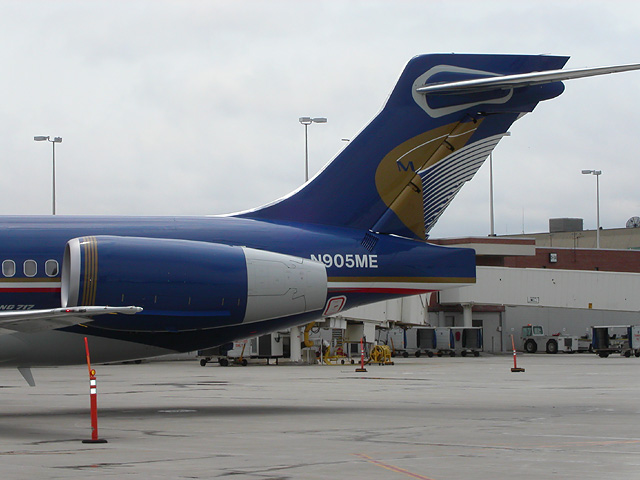
後翼のデザイン

### アメリカ合衆国
- フェニックス（アリゾナ州)
- ロサンゼルス（カリフォルニア州)
- サンディエゴ（カリフォルニア州)
- サンフランシスコ（カリフォルニア)
- デンバー（コロラド州)
- ハートフォード（コネチカット州）
- フォートローダーデール（フロリダ州）
- フォートマイヤーズ（フロリダ州）
- オーランド（フロリダ州）
- タンパ（フロリダ州）
- アトランタ（ジョージア州）
- インディアナポリス（インディアナ州）
- デモイン（アイオワ州）
- ルイビル（ケンタッキー州）
- ボルチモア（メリーランド州）
- ボストン（マサチューセッツ州）
- エスカナダ（ミシガン州）
- フリント（ミシガン州）
- グランドラピッズ（ミシガン州）
- アイアンマウンテン（ミシガン州）
- アイアンワード（ミシガン州）
- マニスト（ミシガン州）
- マーケット（ミシガン州）
- マスキーゴン（ミシガン州）
- ミネアポリス（ミネソタ州）
- カンザスシティ（ミズーリ州）
- セントルイス（ミズーリ州）
- オマハ（ネブラスカ州）
- ラスベガス（ネバダ州）
- ニューアーク（ニュージャージー州）
- ニューヨーク（ニューヨーク州）
- クリーブランド（オハイオ州）
- コロンバス（オハイオ州）
- デイトン（オハイオ州）
- フィラデルフィア（ペンシルベニア州）
- ピッツバーグ（ペンシルベニア州）
- ナッシュビル（テネシー州）
- ダラス（テキサス州）
- サンアントニオ（テキサス州）
- ワシントンD.C.（ヴァージニア州）
- ミルウォーキー（ウィスコンシン州）
- マディソン（ウィスコンシン州）
- グリーンベイ（ウィスコンシン州）
- アップルトン（ウィスコンシン州）
- ウォーソー（ウィスコンシン州）
- ラインランダー（ウィスコンシン州）

### カナダ
- トロント(オンタリオ州)

## 保有機材

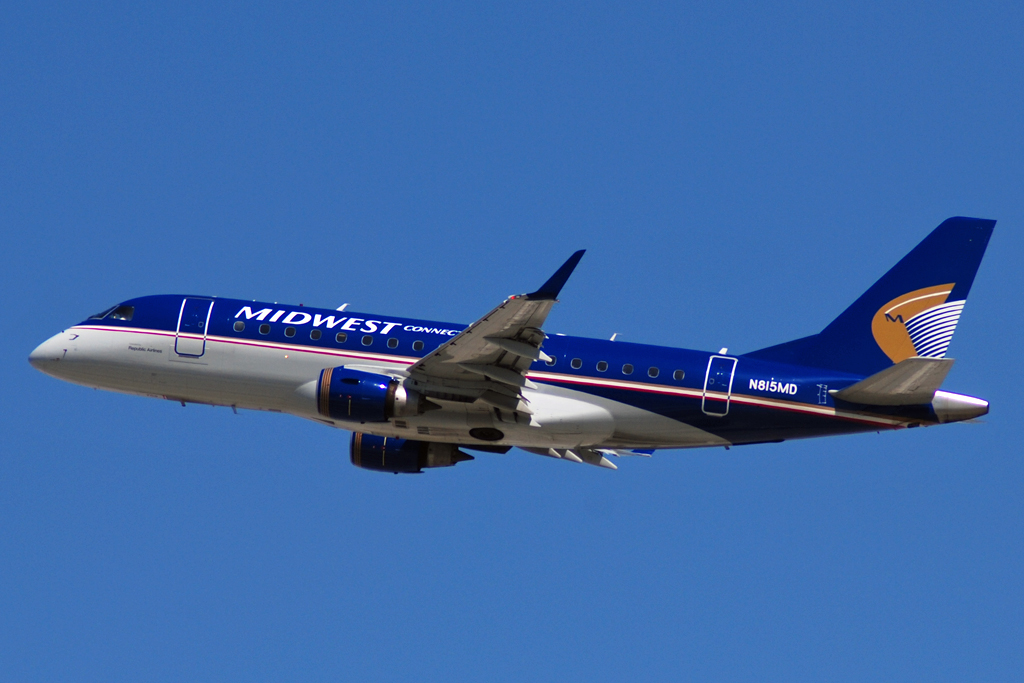
エンブラエル ERJ-170

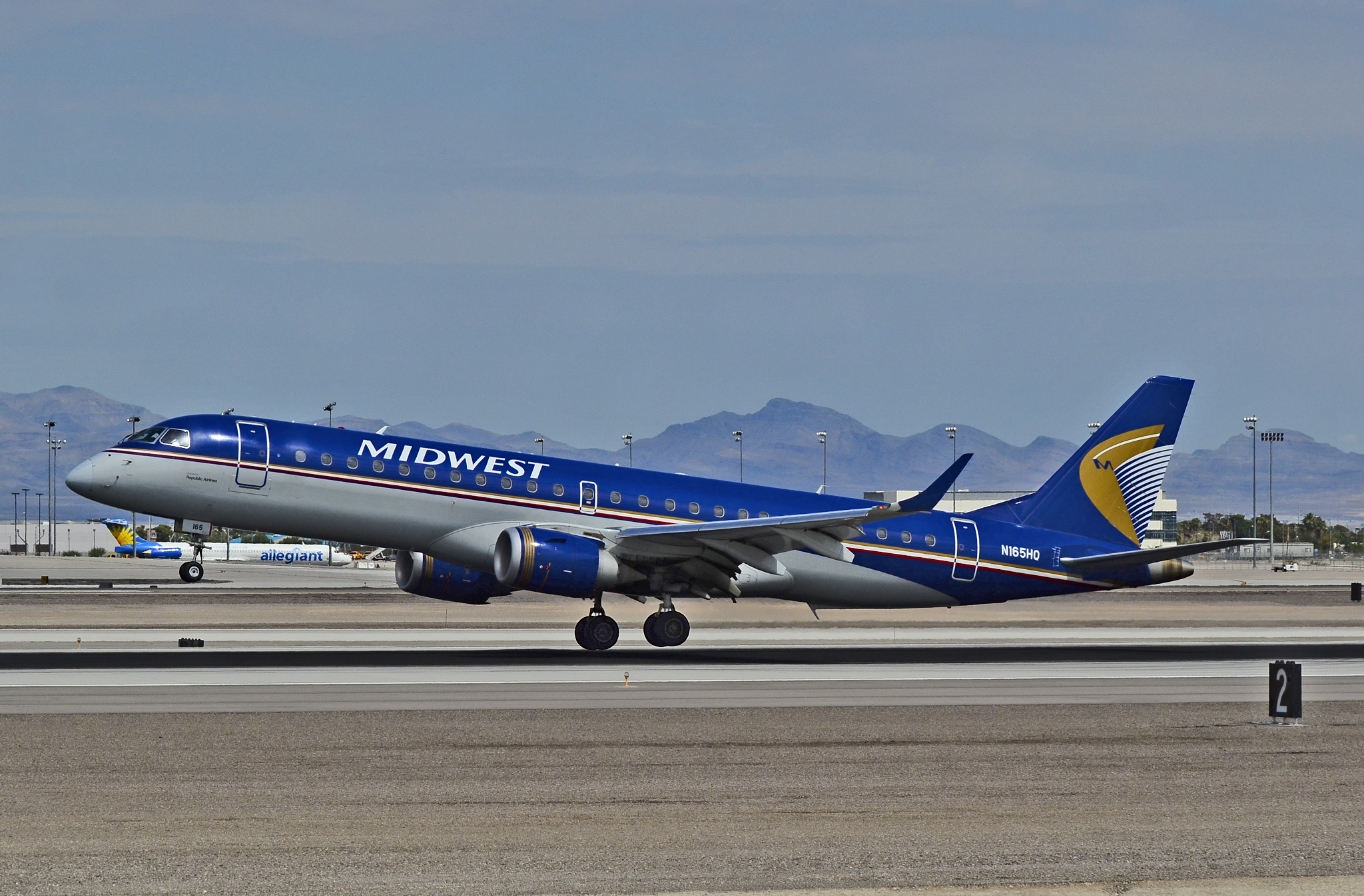
エンブラエル ERJ-190

### 退役した機材

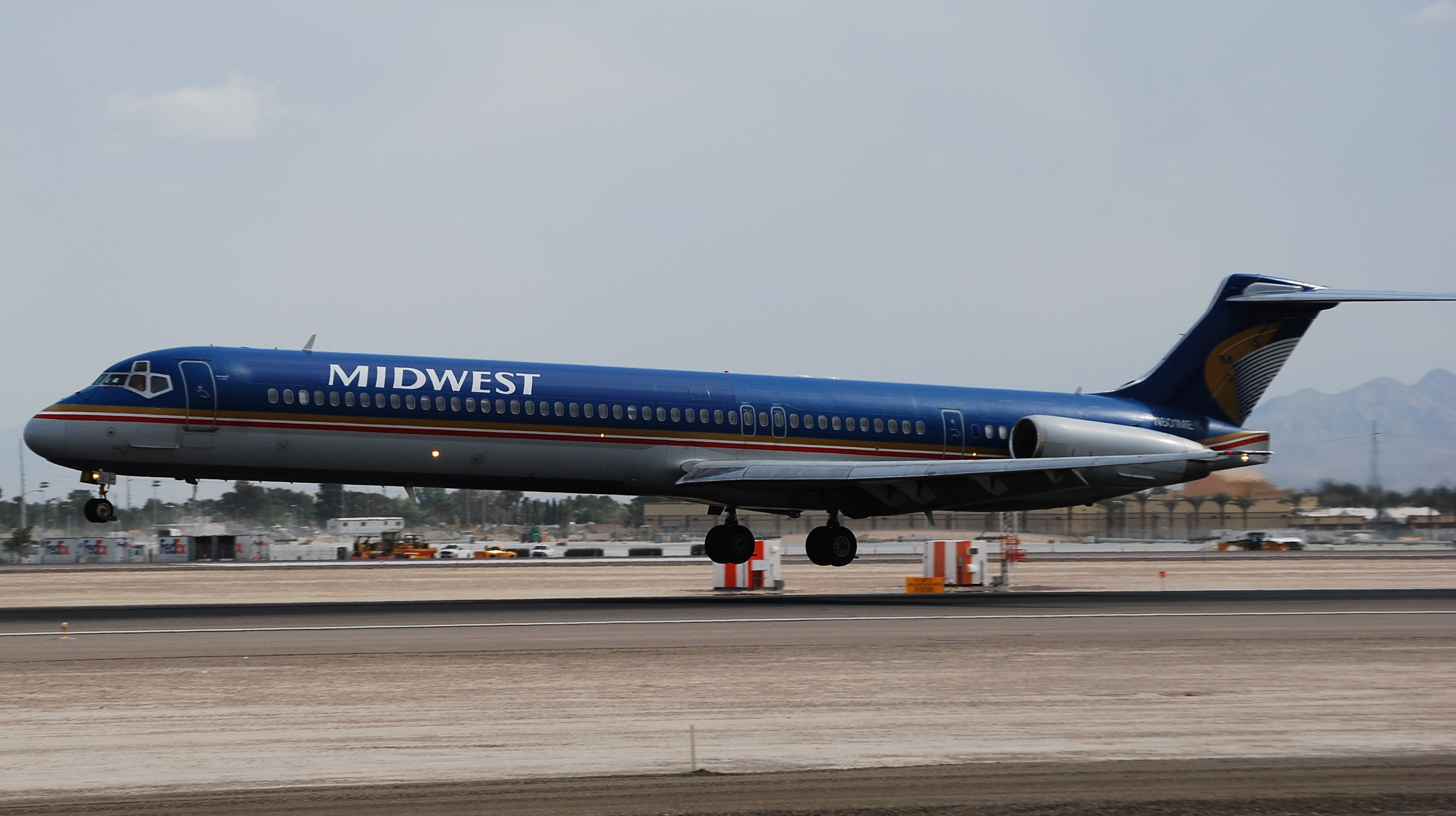
MD-88

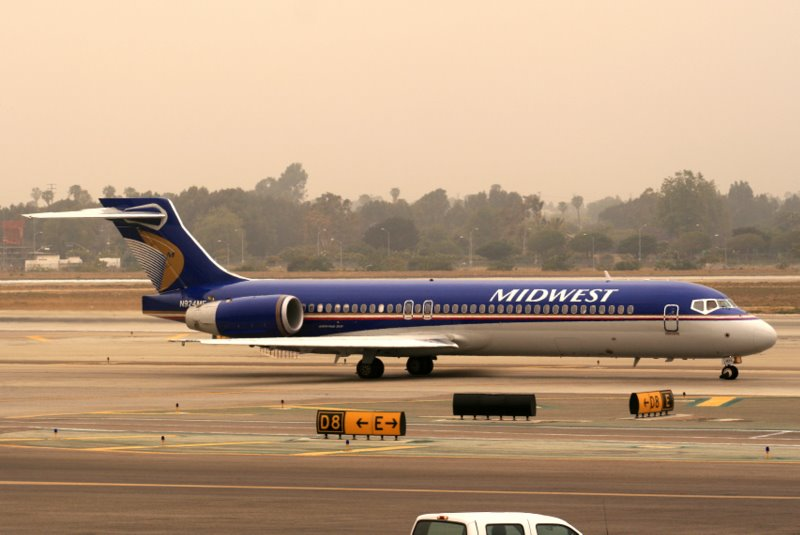
ボーイング 717

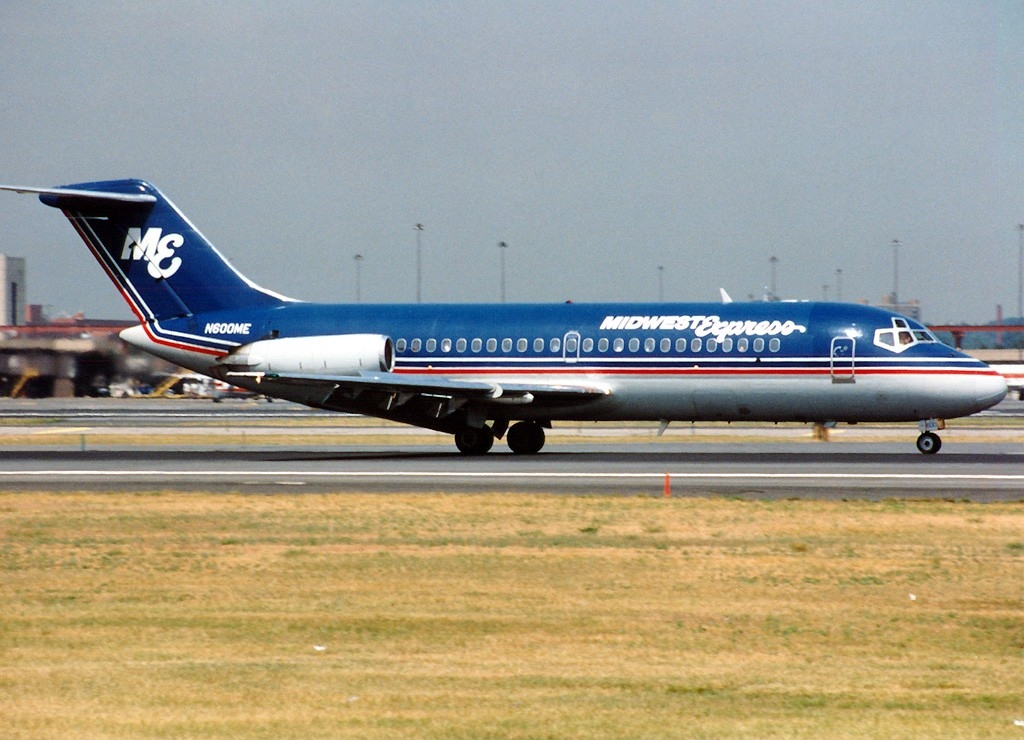
ダグラス DC-9

| 機種                         | 機数 | 座席数 (Signature/Saver) | 退役年     | 備考 |
| ---------------------------- | ---- | ------------------------ | ---------- | --- |
| マクドネル・ダグラス DC-9-10 | 8    | 60 (60/0)                | 2004       | |
| マクドネル・ダグラス DC-9-30 | 16   | 84 (84/0)                | 2004       | |
| マクドネル・ダグラス MD-81   | 2    | 143 (12/131)             | 2008       | MD-80 series aircraft added to the fleet enabled the airline to fly nonstop between Milwaukee and U.S. west coast destinations such as Los Angeles (LAX) and San Francisco (SFO). |
| マクドネル・ダグラス MD-82   | 6    | 143 (12/131)             | 2008       | |
| マクドネル・ダグラス MD-88   | 4    | 139 (12/127)             | 2008       | |
| ボーイング717                | 25   | 99 (40/59)               | 2008～2009 | Aircraft returned to lessors; Later leased to now closed MexicanaClick Replaced by Republic Airlines Embraer E-190                                                                |

## 事故
- ミッドウエスト・エクスプレス航空105便墜落事故